# Lepidium stuckertianum
Lepidium stuckertianum är en korsblommig växtart som först beskrevs av Albert Thellung, och fick sitt nu gällande namn av Osvaldo Boelcke. Lepidium stuckertianum ingår i släktet krassingar, och familjen korsblommiga växter. Inga underarter finns listade i Catalogue of Life.